# Кристал (Дубно)
Футбольний клуб «Кристал» — український футбольний клуб з міста Дубна Рівненської області.

## Всі сезони в незалежній Україні
| Сезон   | Чемпіонат | Чемпіонат | Чемпіонат | Чемпіонат | Чемпіонат | Чемпіонат | Чемпіонат | Чемпіонат | Кубок        | Кубок | Кубок | Кубок | Кубок | Кубок | Кубок | Примітка |
| Сезон   | Ліга      | Місце     | І         | В         | Н         | П         | М         | О         | Етап         | І     | В     | Н     | П     | М     | О     | Примітка |
| ------- | --------- | --------- | --------- | --------- | --------- | --------- | --------- | --------- | ------------ | ----- | ----- | ----- | ----- | ----- | ----- | -------- |
| 1994/95 | —         | —         | —         | —         | —         | —         | —         | —         | 1/128 фіналу | 1     | 0     | 0     | 1     | 2−4   | 0     |          |
| Всього  | —         | —         | —         | —         | —         | —         | —         | —         | >1 сезон     | 1     | 0     | 0     | 1     | 2−4   | 0     |          |

На даний момент виступає в Чемпіонаті Дубенського району з футболу.

## Досягнення
Чотириразовий срібний призер чемпіонату Рівненської області з футболу - 1992, 1994,1995 та 1998 років та один раз бронзовий - 1996. 
Володар Кубка Рівненської області з футболу (2): 1993, 1994 
Бронзовий призер Чемпіонату Дубенського району (2012р та 2019р).